# غرفة الضغط السلبي

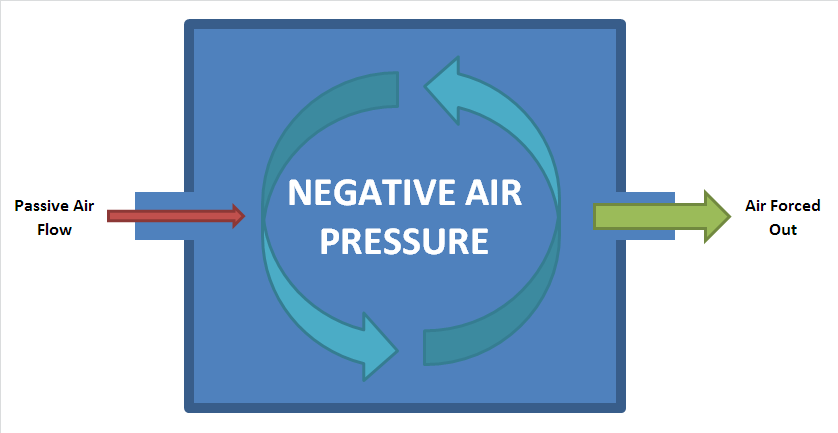

غرفة الضغط السلبي هي تقنية عزل تستخدم في المستشفيات والمراكز الطبية لمنع التلوث المتبادل من غرفة إلى أخرى. تتضمن تهوية تولد ضغطًا سلبيًا للسماح للهواء بالتدفق إلى غرفة العزل بدون الخروج منها. إذ يتدفق الهواء بشكل طبيعي من المناطق ذات الضغط العالي إلى المناطق ذات الضغط المنخفض، وبالتالي يمنع الهواء الملوث من الهروب من الغرفة. تستخدم هذه التقنية لعزل المرضى المصابين بأمراض منقولة بالهواء مثل السل أو الحصبة أو جدري الماء.

## آلية العمل
يتولد الضغط السلبي ويُحفظ بواسطة نظام تهوية يزيل الهواء الضار من الغرفة أكثر من الهواء المسموح بدخوله. يسمح للهواء بدخول الغرفة من خلال فجوة تحت الباب (عادة حوالي ارتفاع نصف بوصة =1,27 سم). باستثناء هذه الفجوة، يجب أن تكون الغرفة محكمة الإغلاق قدر الإمكان، بحيث لا يسمح بدخول الهواء من خلال الشقوق والثغرات، مثل تلك الموجودة حول النوافذ وأجهزة الإضاءة والمآخذ الكهربائية. يمكن للتسرب من هذه المصادر أن يعرض ضغط الغرفة للخطر أو يزيل الضغط السلبي.

## اختبار الدخان
يساعد اختبار الدخان في تحديد ما إذا كانت الغرفة تحت ضغط سلبي. يوضع أنبوب دخان بالقرب من أسفل باب غرفة الضغط السلبي، حوالي 2 بوصة (5.08 سم) أمام الباب، ثم يتم إنشاء كمية صغيرة من الدخان من خلال الضغط على المصباح بلطف. يتم الحرص على إطلاق الدخان من الأنبوب ببطء لضمان عدم تجاوز سرعة الدخان من الأنبوب سرعة الهواء. إذا كانت الغرفة تحت ضغط سلبي، فإن الدخان سيدخل من أسفل الباب إلى الغرفة. إذا لم تكن الغرفة تحت الضغط السلبي، فسيفجر الدخان إلى الخارج أو يظل ثابتا.  